# Битва при Честерфилде
Битва при Честерфилде (англ. Battle of Chesterfield, Честерфилд, Дербишир, Англия) — небольшая схватка в конце Второй баронской войны, когда после победы при Ившеме Генрих III «зачищал» оставшуюся баронскую оппозицию. Бой произошёл 15 мая 1266 года в окрестностях Честерфилда в графстве Дербишир, и закончился победой роялистов вместе с пленением графа Дерби Роберта де Феррерса.

## Описание
Во главе королевского войска стояли племянник короля Генрих Алеманский и Джон Баллиол, повстанцами командовали граф Дерби Роберт де Феррерс, лорд Честерфилда Балдуин Уэйк и Джон д’Эйвиль.
Благодаря нескольким хроникёрам известны отдельные детали боя. «Хроника» Томаса Уайкса упоминает использование роялистами крытых повозок для проникновения в город и жителей пригорода Честерфилда Брамптона, ринувшихся во время битвы на защиту церкви и порученного им участка стены.
Уайкс также сообщает о случившемся с Феррерсом приступе подагры на поле боя и его дальнейшем пленении (возможно событие произошло в церкви). Существующие легенды, по которым граф прятался под хранившимися в церкви мешками с шерстью или был предан горожанкой, не имеют документального подтверждения.
Согласно «Хронике» Уолтера из Хеминбурга, д’Эйвиль смог пробиться через ряды противника и ударом копья сбить с лошади сэра Гилберта Хаунсарда, перед побегом с поля боя успев также ранить несколько человек.
д’Эйвиль позже участвовал в защите Кенилворта. Уэйк сумел покинуть поле боя и присоединиться к оставшимся на свободе баронам на острове Или, вместе с которыми в дальнейшем сдался принцу Эдуарду. Роберт де Феррерс был доставлен в Лондон и позже был лишён своих владений и имущества.